# 조총기병

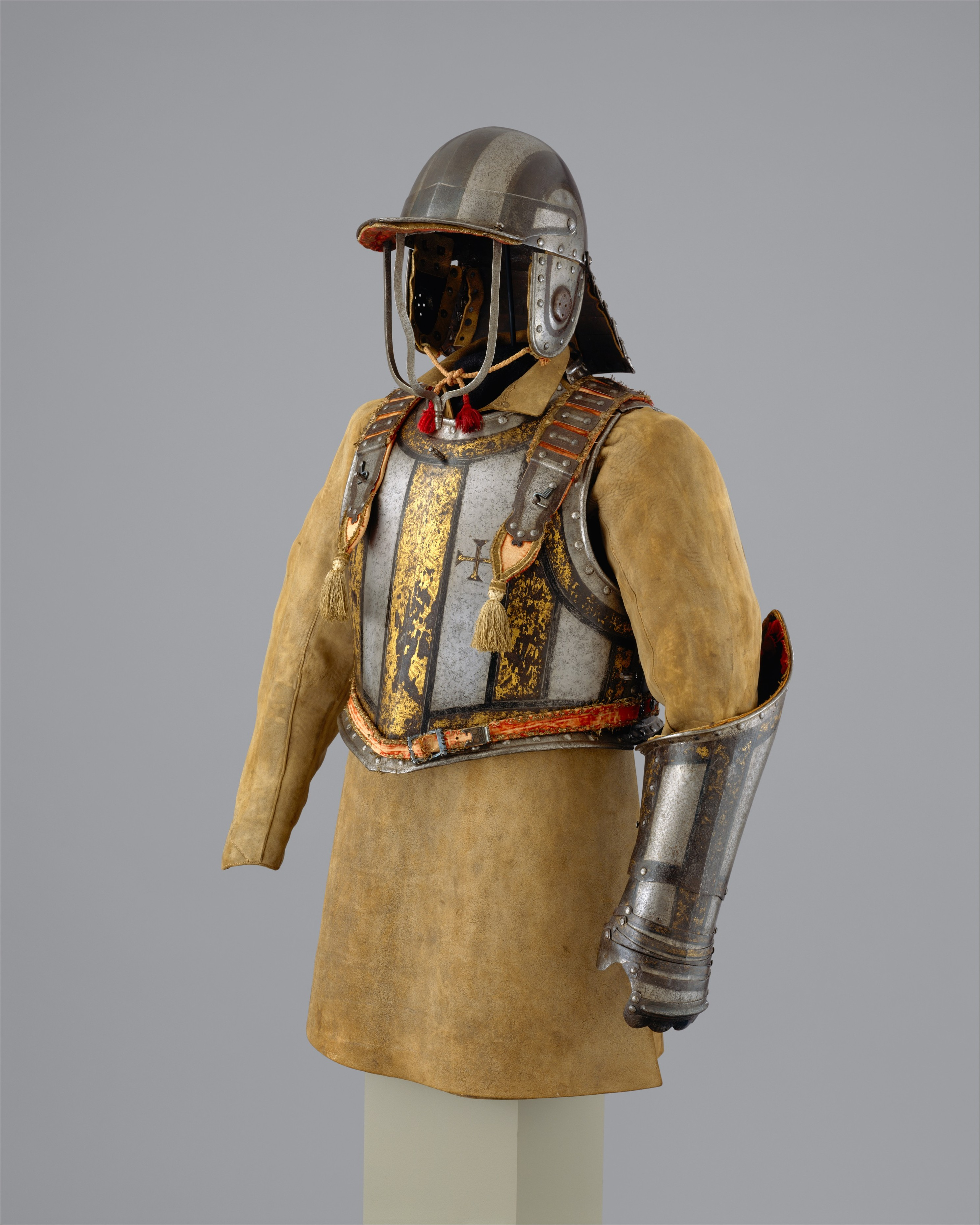
조총기병 흉갑.

조총기병(harquebusier)은 17세기 서유럽에 흔했던 기병 병과이다. 체급이 작은 화승총인 아쿼버스(이것이 동양에 넘어온 것이 조총)를 주무기로 삼았다.

## 같이 보기
- 용기병
- 페트로넬
- 총기병